# Conostylis phathyrantha
Conostylis phathyrantha är en enhjärtbladig växtart som beskrevs av Friedrich Ludwig Diels och Ernst Georg Pritzel. Conostylis phathyrantha ingår i släktet Conostylis och familjen Haemodoraceae. Inga underarter finns listade.